# Llista de topònims de Parlavà
Llista de topònims (noms propis de lloc) del municipi de Parlavà, al Baix Empordà
Informació actualitzada per un bot. Els canvis manuals es perdran quan s'actualitzi!

## entitat singular de població
| imatge | Nom        | Ubicat a | instància de                                                                   | Detalls | coordenades                                                               | Protecció | Commons (més fotos)  | Dades a WD                    |
| ------ | ---------- | -------- | ------------------------------------------------------------------------------ | ------- | ------------------------------------------------------------------------- | --------- | -------------------- | ----------------------------- |
|        | Fonolleres | Parlavà  | entitat singular de població ens local històric de Catalunya                   | 70 hab  | 42° 01′ 15″ N, 3° 03′ 07″ E / 42.020903748554°N,3.0520190511466°E 15 msnm |           | Fonolleres (Parlavà) | Modifica les dades a Wikidata |
|        | Parlavà    | Parlavà  | entitat singular de població ens local històric de Catalunya capital municipal | 359 hab | 42° 01′ 20″ N, 3° 01′ 48″ E / 42.022344°N,3.029995°E 38 msnm              |           |                      | Modifica les dades a Wikidata |

## església
| imatge | Nom                               | Ubicat a | instància de | Detalls                    | coordenades                                                    | Protecció                                            | Commons (més fotos)               | Dades a WD                    |
| ------ | --------------------------------- | -------- | ------------ | -------------------------- | -------------------------------------------------------------- | ---------------------------------------------------- | --------------------------------- | ----------------------------- |
|        | Sant Cristòfol de Fonolleres      | Parlavà  | església     | Estil: arquitectura gòtica | 42° 01′ 16″ N, 3° 03′ 08″ E / 42.021°N,3.05217°E ca:Fonolleres | bé integrant del patrimoni cultural català           | Sant Cristòfol de Fonolleres      | Modifica les dades a Wikidata |
|        | església de Sant Feliu de Parlavà | Parlavà  | església     |                            | 42° 01′ 20″ N, 3° 01′ 48″ E / 42.022222222222°N,3.03°E         | bé d'interès cultural bé cultural d'interès nacional | Església de Sant Feliu de Parlavà | Modifica les dades a Wikidata |

## masia
| imatge | Nom            | Ubicat a | instància de     | Detalls      | coordenades                                                                                           | Protecció                                            | Commons (més fotos) | Dades a WD                    |
| ------ | -------------- | -------- | ---------------- | ------------ | --- | ---------------------------------------------------- | ------------------- | ----------------------------- |
|        | Can Colomer    | Parlavà  | masia            |              | 42° 01′ 16″ N, 3° 01′ 19″ E / 42.0209994014701°N,3.02187452030191°E                                   |                                                      |                     | Modifica les dades a Wikidata |
|        | Can Poncetí    | Parlavà  | masia            |              | 42° 01′ 08″ N, 3° 03′ 07″ E / 42.0188280777801°N,3.05208156909178°E                                   |                                                      |                     | Modifica les dades a Wikidata |
|        | Can Ribes      | Parlavà  | masia            |              | 42° 01′ 12″ N, 3° 01′ 56″ E / 42.0198801292796°N,3.03226163387103°E                                   |                                                      |                     | Modifica les dades a Wikidata |
|        | Can Sais       | Parlavà  | masia            |              | 42° 01′ 26″ N, 3° 03′ 00″ E / 42.0238187117968°N,3.04992345961396°E                                   |                                                      |                     | Modifica les dades a Wikidata |
|        | Can Serra      | Parlavà  | masia            |              | 42° 01′ 01″ N, 3° 03′ 17″ E / 42.0169625311279°N,3.0546043348465°E                                    |                                                      |                     | Modifica les dades a Wikidata |
|        | Casa del Metge | Parlavà  | masia            |              | 42° 01′ 32″ N, 3° 01′ 29″ E / 42.0255111653998°N,3.0246302044351°E                                    |                                                      |                     | Modifica les dades a Wikidata |
|        | Mas Cros       | Parlavà  | masia casa forta |              | 42° 01′ 21″ N, 3° 01′ 44″ E / 42.022418°N,3.028843°E ca:Camí de la Sala                               | bé d'interès cultural bé cultural d'interès nacional |                     | Modifica les dades a Wikidata |
|        | Mas Foraster   | Parlavà  | masia            |              | 42° 00′ 48″ N, 3° 02′ 48″ E / 42.0132193179728°N,3.04654562436831°E                                   |                                                      |                     | Modifica les dades a Wikidata |
|        | Mas Pareta     | Parlavà  | masia            |              | 42° 01′ 15″ N, 3° 03′ 32″ E / 42.020698158061°N,3.05890752637439°E                                    |                                                      |                     | Modifica les dades a Wikidata |
|        | Mas Pernau     | Parlavà  | masia            |              | 42° 00′ 53″ N, 3° 02′ 59″ E / 42.014600232645°N,3.0495984400433°E                                     |                                                      |                     | Modifica les dades a Wikidata |
|        | Mas Roig       | Parlavà  | masia            |              | 42° 01′ 23″ N, 3° 02′ 56″ E / 42.0231346346286°N,3.04893243821622°E                                   |                                                      |                     | Modifica les dades a Wikidata |
|        | Mas Vilar      | Parlavà  | masia            |              | 42° 00′ 52″ N, 3° 03′ 48″ E / 42.0144361265222°N,3.0634428704684°E                                    |                                                      |                     | Modifica les dades a Wikidata |
|        | Mas de Puig    | Parlavà  | masia casa forta |              | 42° 01′ 13″ N, 3° 01′ 47″ E / 42.020196°N,3.029753°E                                                  | bé d'interès cultural bé cultural d'interès nacional |                     | Modifica les dades a Wikidata |
|        | el Molí        | Parlavà  | masia            |              | 42° 01′ 19″ N, 3° 01′ 52″ E / 42.0219429847328°N,3.03104271020973°E                                   |                                                      |                     | Modifica les dades a Wikidata |
|        | el Xalet       | Parlavà  | masia            |              | 42° 01′ 05″ N, 3° 03′ 02″ E / 42.0180901715092°N,3.05065574576709°E                                   |                                                      |                     | Modifica les dades a Wikidata |
|        | la Casanova    | Parlavà  | masia            |              | 42° 01′ 12″ N, 3° 03′ 54″ E / 42.0200734355783°N,3.06495828883531°E                                   |                                                      |                     | Modifica les dades a Wikidata |
|        | mas Solers     | Parlavà  | masia            | 18th century | 42° 01′ 20″ N, 3° 01′ 50″ E / 42.022321°N,3.030569°E ca:El Clos. Darrera la plaça de la Torre 33 msnm | bé integrant del patrimoni cultural català           | Mas Solers          | Modifica les dades a Wikidata |

## nucli de població
| imatge | Nom                | Ubicat a | instància de      | Detalls | coordenades                                                       | Protecció | Commons (més fotos) | Dades a WD                    |
| ------ | ------------------ | -------- | ----------------- | ------- | ----------------------------------------------------------------- | --------- | ------------------- | ----------------------------- |
|        | Daró               | Parlavà  | nucli de població |         | 42° 01′ 28″ N, 3° 02′ 06″ E / 42.024512784091°N,3.0351110475972°E |           |                     | Modifica les dades a Wikidata |
|        | els Masos del Molí | Parlavà  | nucli de població |         | 42° 00′ 59″ N, 3° 02′ 41″ E / 42.016403529302°N,3.0447687564099°E |           |                     | Modifica les dades a Wikidata |

## Misc
| imatge | Nom                          | Ubicat a     | instància de      | Detalls                                    | coordenades                                                                                               | Protecció                                            | Commons (més fotos) | Dades a WD                    |
| ------ | ---------------------------- | ------------ | ----------------- | ------------------------------------------ | --- | ---------------------------------------------------- | ------------------- | ----------------------------- |
|        | Castell de Fonolleres        | Parlavà      | castell           |                                            | 42° 01′ 17″ N, 3° 03′ 08″ E / 42.0213°N,3.05228°E                                                         | bé d'interès cultural bé cultural d'interès nacional |                     | Modifica les dades a Wikidata |
|        | Daró                         | Baix Empordà | curs d'aigua riu  | Desemboca: Ter Llarg: 43km Conca: 319.8km² | 41° 53′ 09″ N, 2° 58′ 22″ E / 41.885791°N,2.972687°E 42° 02′ 15″ N, 3° 07′ 05″ E / 42.037622°N,3.118117°E |                                                      | Daró                | Modifica les dades a Wikidata |
|        | Montori                      | Parlavà      | vèrtex geodèsic   | Alt: 1.2m                                  | 42° 01′ 33″ N, 3° 01′ 42″ E / 42.025839°N,3.028333°E 82.819 msnm                                          |                                                      |                     | Modifica les dades a Wikidata |
|        | casa consistorial de Parlavà | Parlavà      | casa consistorial |                                            | 42° 01′ 26″ N, 3° 01′ 55″ E / 42.0239499°N,3.0319872°E                                                    |                                                      |                     | Modifica les dades a Wikidata |
|        | el Montori                   | Parlavà      | muntanya          |                                            | 42° 01′ 33″ N, 3° 01′ 42″ E / 42.025734°N,3.028288°E 82 msnm                                              |                                                      | El Montori          | Modifica les dades a Wikidata |